# Rolf Hädrich
Rolf Hädrich (* 24. April 1931 in Zwickau; † 29. Oktober 2000 in Hamburg) war ein deutscher Regisseur.

## Leben
Hädrich studierte in den Jahren 1949 bis 1954 Theaterwissenschaft und Geschichte. Während des Studiums war er Mitglied der Studentenbühne Berlin.
Nach dem Studium war er zuerst beim Hörfunk beschäftigt und danach Regieassistent bei Hanns Farenburg. Weitere Regieerfahrung sammelte er bei Volker von Collande, Gustav R. Sellner und Ulrich Erfurth. Ab 1957 war er Oberspielleiter beim Fernsehen des HR. Einen kleinen Auftritt hatte er im Spielfilm Die endlose Nacht seines Regisseurs-Kollegen Will Tremper aus dem Jahr 1963.

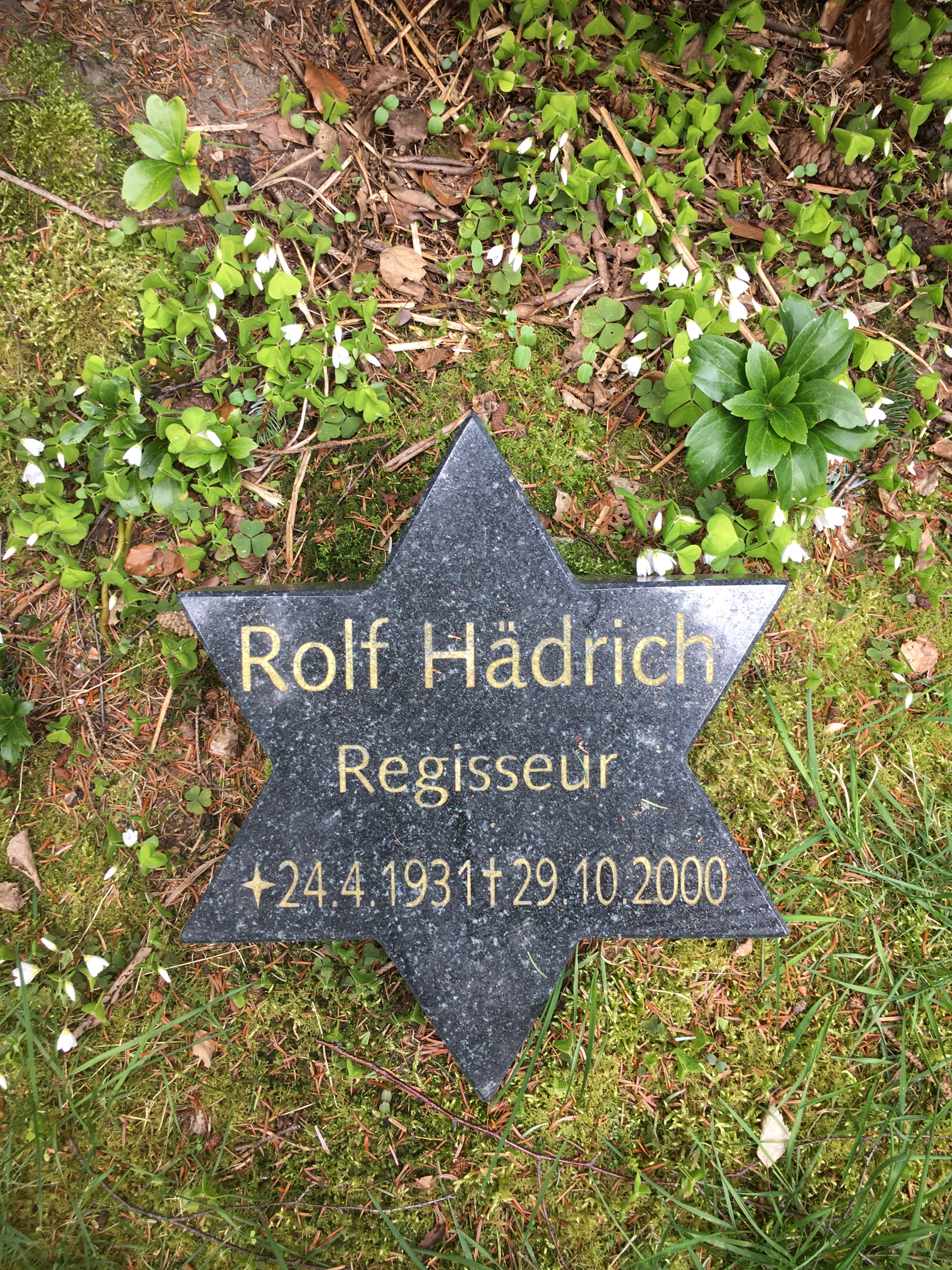
Kissenstein auf dem Friedhof Ohlsdorf in der Familiengrabstätte Dralle

Ab 1970 war er Leiter der Abteilung Fernsehspiel beim NDR. Er wurde zum Beispiel bekannt durch die Verfilmung Doktor Murkes gesammeltes Schweigen nach der gleichnamigen Vorlage von Heinrich Böll.
Neben seiner Regietätigkeit verfasste er auch Gedichte und Theaterinszenierungen. 1961 erhielt er den Lyrikpreis des SDR. Für die Regie in Mord in Frankfurt bekam er 1968 den Fernsehfilmpreis der Deutschen Akademie der Darstellenden Künste. Ebenfalls 1968 erhielt er die Goldene Kamera, 1969 und 1974 den Adolf-Grimme-Preis.
Hädrich war Gründungsmitglied im P.E.N.-Club Liechtenstein.
Rolf Hädrich war dreimal verheiratet. Seine erste Frau war Johanna Dietrich, danach war er mit der Schauspielerin Ingmar Zeisberg verheiratet. Von 1991 bis zu seinem Tod war er mit der Historikerin Sybille Dralle verheiratet. Hädrich wurde in der Familiengrabstätte der Familie Dralle auf dem Hamburger Friedhof Ohlsdorf beigesetzt. Sie liegt im Planquadrat AC 20 südlich von Kapelle 7.

## Filmografie (Auswahl)
- 1958: Eine Geschichte aus Soho – Der Dank der Unterwelt
- 1959: Eine Geschichte aus Soho – Die Stimme aus dem Hut
- 1959: Ein unbeschriebenes Blatt
- 1960: Die Friedhöfe, geschrieben von Marek Hłasko
- 1962: Die Revolution entläßt ihre Kinder, geschrieben von Wolfgang Leonhard
- 1962: Der Gefangene, geschrieben von Bridget Boland
- 1963: Verspätung in Marienborn
- 1963: Warten auf Godot von Samuel Beckett
- 1964: Doktor Murkes gesammeltes Schweigen/Doktor Murkes gesammelte Nachrufe von Heinrich Böll
- 1964: Nach Ladenschluß
- 1968: Mord in Frankfurt
- 1968: Von Mäusen und Menschen, geschrieben von John Steinbeck
- 1969: Alma Mater
- 1972: Erinnerung an einen Sommer in Berlin von Thomas Wolfe
- 1973: Das Fischkonzert und 1980 Das wiedergefundene Paradies, beide Stücke von Halldór Laxness
- 1975: Der Stechlin von Theodor Fontane
- 1980: Nirgendwo ist Poenichen von Christine Brückner
- 1987: Friedenspolka (Fernsehfilm)